# Max Pircher
Maximilian Pircher, detto Max (Bressanone, 7 settembre 1999), è un giocatore di football americano italiano che milita nel ruolo di offensive tackle e che è free agent. Pircher è stato il dodicesimo giocatore italiano nella National Football League e il primo a vincere un Super Bowl, il LVI con i Los Angeles Rams, giocando inoltre con i Detroit Lions, i Seattle Seahawks e i Washington Commanders.

## Carriera
Originario di Bressanone, Pircher giocò prima a calcio e poi passò alla pallamano e solo a 18 anni si avvicinò al football americano grazie ad un suo professore di informatica della scuola superiore che frequentava. Quel professore era Matteo Braghini, ex giocatore dei Giants Bolzano e vincitore di un Super Bowl Italiano nel 2009, che gli fece conoscere il football facendolo appassionare e portandolo anche a vedere una partita dei Tirol Raiders nella vicina Innsbruck, esperienza che convinse Pircher nel voler praticare questo sport.

### Tirol Raiders
Nel 2018 Pircher riuscì ad entrare proprio nella squadra dei Tirol Raiders, partecipando ai provini organizzati dalla squadra per cercare nuovi giocatori. Con i Raiders fu provato prima da tight end, poi da defensive end e infine trovò il suo ruolo ideale da offensive lineman.
Pircher poteva contare sulle sue doti fisiche ed atletiche nonché sul coordinamento acquisito nel giocare a pallamano ma, al contempo, oltre che inesperto era troppo magro per gli standard del football tant'è che nel corso degli anni si impegnò, tra alimentazione e sala pesi, per incrementare il suo peso fino a prendere ben 60 chilogrammi in più in quattro anni.
Le potenzialità di Pincher furono notate dall'allenatore dell'attacco dei Raiders Lee Rowland che vide la possibilità di farlo diventare un ottimo offensive tackle e lo seguí attentamente sia dal punto di vista della preparazione fisica che da quello della tattica facendolo diventare in breve tempo titolare nei Raiders con i quali vinse l'Austrian Bowl 2018, mentre studiava nel frattempo Scienze Economiche Internazionali all'Università di Innsbruck.
Le sue prestazioni e qualità furono notate anche in patria e Pircher entrò quindi nel giro della nazionale italiana di football americano, il Blue Team, guidata da Davide Giuliano con la quale nell'ottobre 2019 conquistò l'accesso alle finali del Campionato europeo di football americano.

### Hildesheim Invaders
Nel 2020 Pircher passò agli Hildesheim Invaders della German Football League ma a causa della pandemia di Covid-19 il campionato della stagione 2020 fu cancellato.

### L'International Player Pathway Program
Durante la preparazione per la stagione 2021 Pircher fu contattato per partecipare all'International Player Pathway Program, programma di selezione della NFL per giocatori internazionali, e dopo aver svolto dei provini fu uno degli 11 giocatori internazionali scelti per allenarsi negli Stati Uniti insieme a giocatori della lega americana per provare a conquistarsi un posto in una squadra della NFL.
Pircher si allenò da gennaio a marzo 2021 in Florida e partecipò presso l'Università della Florida alle giornate organizzate per gli osservatori della NFL per visionare i possibili futuri giocatori in vista della nuova stagione.
A maggio 2021, al termine di questo percorso di allenamento e di valutazione, Pircher fu tra i quattro giocatori internazionali partecipanti al programma assegnati ad una squadra NFL per la stagione 2021. Pircher divenne così il 12º giocatore italiano ad entrare nella NFL.

### Los Angeles Rams
Pircher fu assegnato ai Los Angeles Rams nel quale prese il numero 66, che già aveva utilizzato in passato.
Pircher svolse tutto il periodo di allenamento estivo per la preparazione alla stagione poi, il 30 agosto 2021, fu svincolato per firmare due giorni dopo con la squadra di allenamento, sfruttando il posto extra permesso per i giocatori internazionali, con un contratto di un anno da 165.600 dollari. Pircher, pur non giocando partite di campionato, trascorse l'intera stagione con i Rams che si laurearono campioni NFL vincendo contro i Cincinnati Bengals il Super Bowl LVI. Pircher fu così il primo italiano vincitore di un Super Bowl.
Il 17 febbraio 2022 Pircher firmò da riserva/contratto futuro per i Rams, segno evidente delle aspettative di crescita nei suoi confronti da parte della squadra di Los Angeles.
Pincher continuò il suo percorso da giocatore internazionale con i Rams anche per la stagione 2022, giocando nel precampionato i suoi primi snap nella NFL nella gara contro i Cincinnati Bengals. Il 31 agosto 2022 Pircher rifirmò per un altro anno con la squadra di allenamento dei Rams, sempre sfruttando il posto extra per un giocatore internazionale, con un contratto da 207.000 dollari. Sebbene non utilizzato in campionato, anche per le limitazioni del suo status di giocatore internazionale, Pircher rimase un prospetto ben considerato all'interno della squadra.
Il 9 gennaio 2023 firmò nuovamente come riserva/contratto futuro per i Rams. Il 14 marzo 2023 fu svincolato dai Rams.

### Detroit Lions
Il 22 maggio 2023 Pircher firmò con i Detroit Lions sempre con lo status di giocatore internazionale.
Al termine della fase di preparazione alla nuova stagione, Pircher non rientrò nel roster attivo dei Lions e il 29 agosto 2023 fu svincolato e poi contrattualizzato con la squadra di allenamento il giorno successivo, sfruttando l'eccezione da giocatore internazionale.

### Seattle Seahawks
Il 9 aprile 2024 Pircher firmó con i Seattle Seahawks. Prima dell'avvio della nuova stagione non rientrò nel roster attivo iniziale dei Seahawks e il 27 agosto 2024 fu svincolato per poi essere aggregato alla squadra di allenamento il giorno successivo. Il 3 settembre 2024 Pircher fu svincolato.

### Washington Commanders
Il 1º gennaio 2025 Pircher firmó per la squadra di allenamento dei Washington Commanders. Fu svincolato il 7 gennaio per poi essere nuovamene aggregato alla squadra di allenamento il giorno dopo. Al termine della stagione si concluse anche il suo contratto.
Il 4 agosto 2025 Pircher fece un provino con gli Arizona Cardinals.

## Palmarès
- Super Bowl : 1

Los Angeles Rams: LVI
- National Football Conference Championship: 1

Los Angeles Rams: 2021
- Austrian Bowl: 2

Tirol Raiders: 2018, 2019